# ジョン・ラングドン (政治家)
ジョン・ラングドン（英: John Langdon、1741年6月26日-1819年9月18日）は、アメリカ合衆国ニューハンプシャー出身の政治家であり、ニューハンプシャー州としては初代のアメリカ合衆国上院議員2人のうちの1人となった。アメリカ独立戦争の早くからの支持者であり、後に大陸会議代表を務めた。アメリカ合衆国上院議員は12年間務め、その間に上院仮議長を務めた後、ニューハンプシャー州知事になった。1812年アメリカ合衆国大統領選挙では、副大統領候補指名を断り、後に引退して1819年に死を迎えた。今日、ラングドンは、初期アメリカの歴史でニューハンプシャー州の最も重要な政治家と考えられている。
ラングドンはニューハンプシャーのポーツマスで生まれた。父は繁栄する農園主で地元の政治家であり、その家族は1660年以前にアメリカに移民してきて、今はニューイングランドでも主要海港の一つポーツマスとなったピスカタクァ川河口近くに初めて入植した者達の一家族だった。ラングドンは、1745年にカナダのルイスバーグにあったフランスの要塞を攻囲した時の古参兵が運営する地元のグラマースクールに通った。初期教育を終えた後で、事務員としての徒弟奉公に入った。ラングドンと兄のウッドベリーは、父の成功している農業事業に加わる機会を拒否し、その代わりに海に出ることにして、地元の貿易商社で修業を積むことにした。
22歳までに西インド諸島に向かうアンドロマケーという貨物船の船長になった。4年後には自分で最初の商船を所有し、さらに時を経て小さな船隊を手に入れ、ポーツマス、カリブ海およびロンドンを結ぶ三角貿易に携わった。兄も国際貿易でさらに成功しており、1770年までに2人の青年はポーツマスでも最も裕福な市民に数えられるようになった。
海運業はイギリスが支配していたことでラングドンの事業には大きな障害となり、1770年代の独立の動きが出ると、活発で著名なその支持者となる動機付けとなった。ニューハンプシャー邦通信委員会および輸入拒否委員会の委員となり、また様々な愛国者の集会にも参加した。1774年、イギリス軍の武器庫であったウィリアム・アンド・メアリー砦の占領と武器の押収に参加した。
ラングドンは1775年から1776年の大陸会議代議員となった。1776年6月にはこれを辞して、イギリス軍に対抗する大陸軍の代理人となり、USSローリー、USSアメリカおよびUSSレンジャーを含む数隻の戦艦建造を監督した。USSレンジャーはジョン・ポール・ジョーンズが船長になった。1777年、イギリス軍に対する遠征隊の装備を行い、ベニントンの戦いに参戦し、サラトガの戦いとロードアイランドの戦いではラングドンの軽装騎兵志願兵中隊を指揮した。
ラングドンは1787年に再度大陸会議（連合会議）代表となり、憲法制定会議でもニューハンプシャー代表団の一員として代議員となった。アメリカ合衆国上院議員に選ばれ、1789年3月4日から1801年3月3日まで務めた。1789年4月6日には初代上院仮議長に選ばれ、第2会期でも仮議長を務めた。
その後ニューハンプシャー州議会議員となり (1801-05)、最後の2期は州上院議員を務めた。1805年から1811年の間、1809年を除いてニューハンプシャー州知事を務めた。1812年アメリカ合衆国大統領選挙では、副大統領候補指名を断り、後に引退した。1819年に故郷のポーツマスで死に、ノース墓地にあるラングドンの墓に埋葬された。
ニューハンプシャー州ラングドンの町は、その名に因んで名付けられ、同様にウィスコンシン州マディソンのラングドン通りも建国の父に因んで名付けられた。